# Andrejs Krūkliņš
Andrejs Krūkliņš (10 de janeiro de 1891 – 30 de novembro de 2001?) foi um atleta letão que competiu para o Império Russo nos Jogos Olímpicos de Verão de 1912.
Em 1912, ele terminou em 5.º em sua final de semifinal na competição de 1500 metros e não avançou para a final. Ele também participou do evento de maratona, mas não conseguiu terminar a corrida.